# Oliver Jürgens
Oliver Jürgens (Tallin, 10 de mayo de 2003) es un futbolista estonio que juega en la demarcación de delantero para el Elche Ilicitano C. F. de la Segunda Federación.

## Selección nacional
Hizo su debut con la selección de fútbol de Estonia el 16 de noviembre de 2023 en un partido de clasificación para la Eurocopa 2024 contra Austria que finalizó con un resultado de 0-2 tras los goles de Konrad Laimer y Philipp Lienhart.

## Clubes
| Club                           | País       | Año       | Partidos | Goles |
| ------------------------------ | ---------- | --------- | -------- | ----- |
| FC Nõmme United                | Estonia    | 2018-2019 | 25       | 35    |
| Újpest F. C.                   | Hungría    | 2023-2024 | 8        | 1     |
| F. C. DAC 1904 Dunajská Streda | Eslovaquia | 2024      | 7        | 0     |
| S. D. Ponferradina             | España     | 2024-2025 | 5        | 0     |
| Elche Ilicitano C. F.          | España     | 2025-     |          |       |